# Rhodocybe finnmarchiae
Rhodocybe finnmarchiae är en svampart som tillhör divisionen basidiesvampar, och som beskrevs av Machiel Evert ("Chiel") Noordeloos. Rhodocybe finnmarchiae ingår i släktet Rhodocybe, och familjen Entolomataceae. Arten har ej påträffats i Sverige.